# Медовая ловушка
Медовая ловушка (англ. Honey trap), также горшок с медом (англ. honey pot) — практика спецслужб, связанная с использованием романтических или сексуальных отношений в политических целях, включая шпионаж. Медовый горшок или ловушка заключается в установлении межличностного контакта, зачастую сексуального характера, с человеком, который интересует спецслужбы в качестве источника информации или агента политического влияния. В качестве приманки могут использоваться как женщины, так и мужчины, в случае гомосексуальной ориентации объекта шантажа.

## Шпионаж
Медовые ловушки широко используются в шпионаже.

### СССР
По словам бывшего офицера ЦРУ Джейсона Мэтьюза, в СССР женщин-агентов готовили в спецшколе в Казани. Эта школа была изображена в романе Мэтьюза «Красный воробей». В 2018 году по нему был снят одноименный фильм.
Во время холодной войны КГБ СССР использовал женщин-агентов, которых западная пресса называла «можно-девушки» (англ. Mozhno-girls) или «можнос» (англ. Mozhnos) для вербовки иностранцев, соблазняя их доступным сексом. В качестве приманки КГБ использовал женщин выдающихся внешних данных из числа актрис, манекенщиц и других профессий, предъявлявших высокие требования к внешнему виду. На жаргоне чекистов такие женщины назывались «ласточками». Одной из наиболее успешных «ласточек» была актриса Лариса Кронберг, с помощью которой в 1958 году КГБ завербовал посла Франции в СССР Мориса Дежана.
Сэр Джеффри и Галя
Сэр Джеффри Харрисон, посол Великобритании в Москве, стал объектом попытки шантажа КГБ в 1968 году. КГБ подослал в дипломатическую миссию привлекательную горничную по имени Галя. Сэр Джеффри попался в медовую ловушку, и Галя сказала ему, что были сделаны фотографии и что он будет разоблачен, если не пойдет на сотрудничество с КГБ. Разразился скандал, однако сэр Джеффри не был наказан, и вскоре вышел на пенсию :73.
Взлом посольства Швеции
Советский перебежчик Юрий Носенко подробно описал использование медовой ловушки в операции по проникновению в шведское посольство в Москве. В операции участвовала группа из двенадцати человек, включавшая взломщиков сейфов и других экспертов по взлому. По словам Носенко, агент КГБ заманила ночного сторожа посольства, а другой агент отвлек сторожевую собаку, накормив её мясом:124–125.

### Чехословакия
По данным ветерана ЦРУ Йонна Мендес, чехословацкие агенты КГБ Карл Кехер и Хана Кехер использовали секс для проникновения в ЦРУ и сбора сверхсекретной информации. Пара работала в популярном вашингтонском «клубе свингеров», в котором было замечено не менее 10 сотрудников ЦРУ и один сенатор США.

### ГДР
Разведка Восточной Германии под руководством Маркуса Вольфа широко использовала «ласточек». Около 40 женщин были привлечены к ответственности за шпионаж в Федеративной Республике Германии.

### КНР
В 2009 году британская MI5 распространила среди сотен британских банков, предприятий и финансовых учреждений 14-страничный документ под названием «Угроза китайского шпионажа». В нём описывались широкомасштабные попытки Китая шантажировать западных бизнесменов сексуальными отношениями. В документе прямо предупреждается, что китайские спецслужбы пытаются развивать «долгосрочные отношения» и, как известно, «используют такие уязвимые места, как сексуальные отношения… чтобы заставить людей сотрудничать с ними».

### ФРГ
С помощью медовой ловушки западногерманской спецслужбой BND был завербован офицер КГБ СССР Леонид Кутергин, оказавшийся гомосексуалистом.

### США
В 1953 году сотрудник ЦРУ Джордж Уильямс Кайзвальтер задействовал Гретхен Рицлер в качестве  «медовой ловушки» для вербовки в Югославии советского разведчика Петра Попова. Под видом австрийской коммунистки Гретхен Рицлер познакомилась с Поповым и вскоре соблазнила и завербовала его. В 1954 году Попов согласился сотрудничать с ЦРУ за деньги.